# Keisha
Keisha är ett kvinnligt förnamn, härstammar från Keziah.

## Kända personer

### Keisha
- Keisha Buchanan, född 30 september 1984 i London, England, är en brittisk sångerska, musiker och låtskrivare i var tidigare medlem i Sugababes.
- Keisha Castle-Hughes, född 24 mars 1990 i Donnybrook, Western Australia, är en nyzeeländsk skådespelare.
- Keisha White, född 1988, brittisk sångerska.

### Kesha
- Kesha Rose Sebert, mer känd som Kesha (uttalat [ˈkɛʃə], tidigare stiliserat som Ke$ha), född 1 mars 1987 i Los Angeles i Kalifornien,[1] är en amerikansk sångerska, rappare och låtskrivare.

### Keshia
- Keshia Knight Pulliam, född 9 april 1979 i Newark, New Jersey, är en amerikansk skådespelerska.

### Keyshia
- Keyshia Cole, född 15 oktober 1981, är en amerikansk Grammy-nominerad R&B-sångerska och låtskrivare.

### Keesha
- Keesha Sharp, född 1973, amerikansk skådespelare och regissör.